# Liste der Biografien/Gak
Liste der Biografien |
Portal Biografien |
Personensuche
# |
A |
B |
C |
D |
E |
F |
G |
H |
I |
J |
K |
L |
M |
N |
O |
P |
Q |
R |
S |
T |
U |
V |
W |
X |
Y |
Z |
?
 
Ga |
Gb |
Gc |
Gd |
Ge |
Gf |
Gh |
Gi |
Gj |
Gk |
Gl |
Gm |
Gn |
Go |
Gp |
Gq |
Gr |
Gs |
Gu |
Gv |
Gw |
Gy |
Gz
 
Gaa |
Gab |
Gac |
Gad |
Gae |
Gaf |
Gag |
Gah |
Gai |
Gaj |
Gak |
Gal |
Gam |
Gan |
Gao |
Gap |
Gaq |
Gar |
Gas |
Gat |
Gau |
Gav |
Gaw |
Gax |
Gay |
Gaz
Die Liste der Biografien führt alle Personen auf, die in der deutschsprachigen Wikipedia einen Artikel haben. Dieses ist eine Teilliste mit 13 Einträgen von Personen, deren Namen mit den Buchstaben „Gak“ beginnt.

## Gak

### Gake
- Gakeme, Antoine (* 1991), burundischer Leichtathlet
- Gakenholz, Otto (1890–1973), deutscher Politiker (NSDAP), MdR, MdL
- Gakens, Tony (* 1947), belgischer Radrennfahrer

### Gakk
- Gakkel, Jakow Jakowlewitsch (1901–1965), sowjetischer Ozeanograph
- Gakkel, Jakow Modestowitsch (1874–1945), russischer Gelehrter und Ingenieur

### Gako
- Gakou, Amadou (* 1940), senegalesischer Sprinter
- Gaković, Nikko (* 2004), bosnisch-herzegowinischer Eishockeyspieler

### Gakp
- Gakpé, Serge (* 1987), französisch-togoisch-beninischer Fußballspieler
- Gakpo, Cody (* 1999), niederländischer FußballspielerCody Gakpo (* 1999)

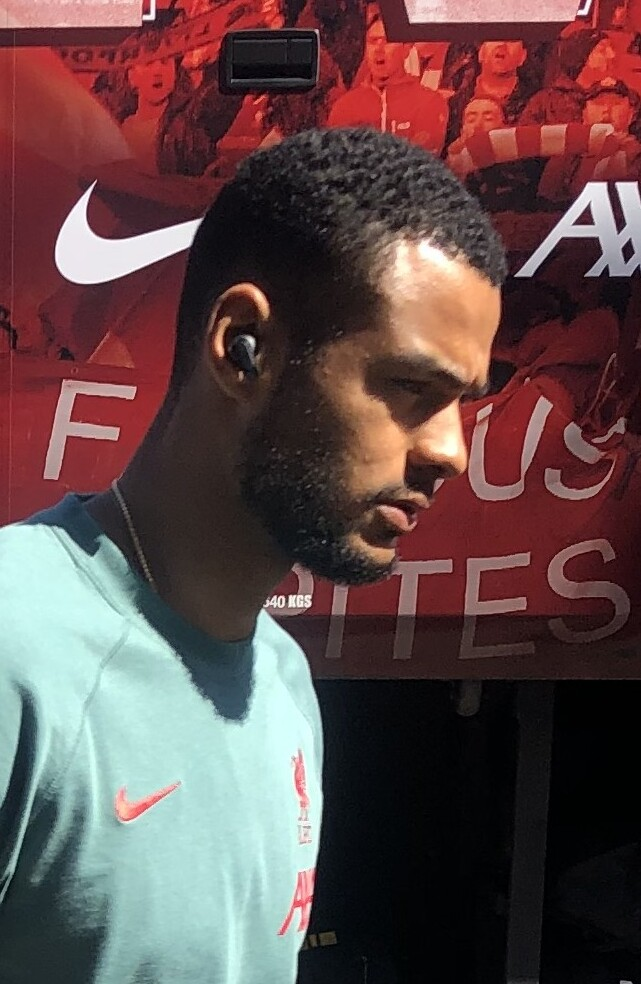
Cody Gakpo (* 1999)

### Gaks
- Gaksch, Franz (1904–1976), deutscher Politiker (CSU)
- Gaksch, Martin (* 1965), deutscher Journalist und Verleger

### Gaku
- Gakuō, Zōkyū, japanischer Maler

### Gakw
- Gakwaya, Christian, ruandischer Unternehmer und Sportfunktionär